# Farkas Ilka bő szoknyája
A Farkas Ilka bő szoknyája kezdetű, kevéssé ismert magyar népdalt Bálint Sándor gyűjtötte Szegeden. Farkas Ilka helyett más név is lehet a szövegben (pl. Varga Julcsa, Bíró Marcsa).
Varga Zsuzsa bő szoknyája kezdetű, hasonló szöveggel, más dallammal Bartók Béla jegyzett fel egy népdalt Vésztőn, melyet Bárdos Lajos feldolgozott Hét kurta kórus című vegyeskari művében.
Ugyanezt a dallamot éneklik Weöres Sándor Tábori konyha című, Erdő szélén áll a tábor kezdetű versére.
Feldolgozás:
| Szerző        | Mire                | Mű                           |
| ------------- | ------------------- | ---------------------------- |
| Bárdos Lajos  | ének, zongora       | Pianoforte II. 23. dal       |
| Petres Csaba  | két furulya         | Tarka madár, 38. kotta       |
| Ludvig József | ének, gitárakkordok | Kis kacsa fürdik…, 31. oldal |

## Kotta és dallam
| Farkas Ilka bő szoknyája, – Ijju-juju-jújú – Fölakadt a csipkefára, – Hoppodáré, hop, hop, hop! – | Nem a csipkefa fogta meg, – Ijju-juju-jújú – Marci Miska markolta meg. – Hoppodáré, hop, hop, hop! – | – Ereszd, Miska, a szoknyámat, – Ijju-juju-jújú – Ne szomorítsd az anyámat! – Hoppodáré, hop, hop, hop! |

Weöres Sándor: Tábori konyha
| Erdő szélén áll a tábor Ijujujujuju, Ebéd készül a javából Hoppodáré hop,hop,hop.   | Kifutott a krumplileves, Ijujujujuju, Hej, te szakács lesz nenevess Hoppodáré hop,hop,hop. | Tele lábos,tele fazék Ijujujujuju, Meg is verünk, ha odaég, Hoppodáré hop,hop,hop. |
| Megmosdatunk szilvalében Ijujujujuju, Megszárítunk falevélen Hoppodáré hop,hop,hop. | Koszorút is adunk végül Ijujujujuju, Ha máskor jobb ebéd készül Hoppodáré hop,hop,hop.     |                                                                                    |

## Felvételek
- Gyermekjátékdalok. Borókás Társulat (Hozzáférés: 2016. május 2.) (audió) 11. Bíró Marcsa bő szoknyája.
- Varga Julcsa bő szoknyája. Szücs Boglárka ének és Szücs László harmonika  YouTube (2009. október 30.)  (Hozzáférés: 2016. május 2.) (videó) 0:38-ig.
- Varga Julcsa bő szoknyája. Török Erzsébet és Lakatos Sándor és zenekara  YouTube (1961. december 5.)  (Hozzáférés: 2016. május 2.) (audió)
- Varga Julcsa bő szoknyája. Toki Horváth Gyula és zenekara  YouTube (1956. március 17.)  (Hozzáférés: 2016. május 2.) (audió)